# Заречное (Закарпатская область)
Заре́чное (укр. Зарічне) — село, входит в Хустскую городскую общину Хустского района Закарпатской области Украины.
Население по переписи 2001 года составляло 384 человека. Почтовый индекс — 90401. Телефонный код — 3142. Код КОАТУУ — 2110800001.